# Жанаталап (Рабатский сельский округ)
Жанаталап (каз. Жаңаталап) — село в Казыгуртском районе Туркестанской области Казахстана. Входит в состав Рабатского сельского округа. Код КАТО — 514049500.

## Население
В 1999 году население села составляло 224 человека (118 мужчин и 106 женщин). По данным переписи 2009 года, в селе проживало 166 человек (83 мужчины и 83 женщины).